# Disc d'Uunartoq
El disc d'Uunartoq és un artefacte descobert a les ruïnes d'una casa vikinga de Groenlàndia. Es creu, dins d'un ampli cercle d'investigadors, que es tracta d'una brúixola solar vikinga primitiva.

## Descobriment
La desaparició dels groenlandesos vikings en algun moment del segle XV continua sent un dels grans misteris històrics. L'any 1948, l'arqueòleg danès Christen Vebæk estava excavant les ruïnes del jaciment viking Ø149 situat a la riba occidental d'un fiord conegut pels vikings com a Siglufjord i que avui s'anomena Uunartoq ("el calent"), nom que denota tant el fiord com les illes a la seva desembocadura. Una de les illes és un lloc d'aigües termals geotèrmiques ben conegudes pels vikings i els inuit i que avui és una destinació popular entre els turistes.

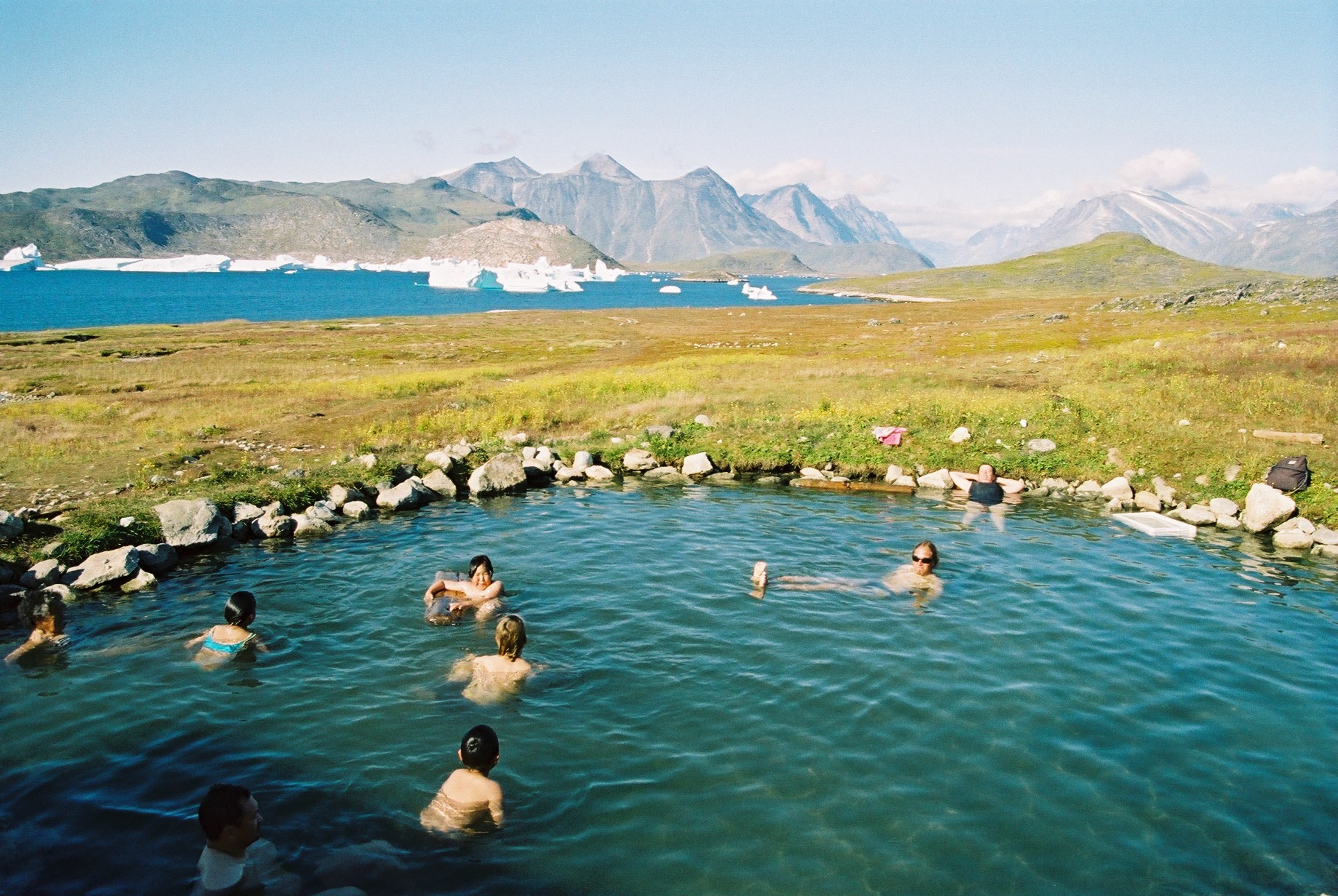
Fonts termals d'Uunartoq, abans anomenades Siglufjord pels vikings. El disc d'Uunartoq es va descobrir a la riba oposada d'aquest fiord, al fons central.

Les ruïnes del lloc Ø149 inclouen una església i generalment s'accepta que és el convent benedictí de la colònia a la que fa referència Ivar Bardarson, un sacerdot noruec que va viure a la colònia a mitjans del segle XIV com a representant de l'arxidiòcesi de Nidaros i la corona noruega.
Entre altres artefactes, Vebæk va descobrir un fragment d'un disc de fusta amb osques triangulars talladesal voltant del perímetre i un forat al centre. Estava feta amb fusta tova, probablement làrix o avet (algunes fonts indiquen roure), i mesurava només 7 centímetres d'amplada, 1 centímetre de gruix i el forat central tenia 1,7 centímetres de diàmetre.

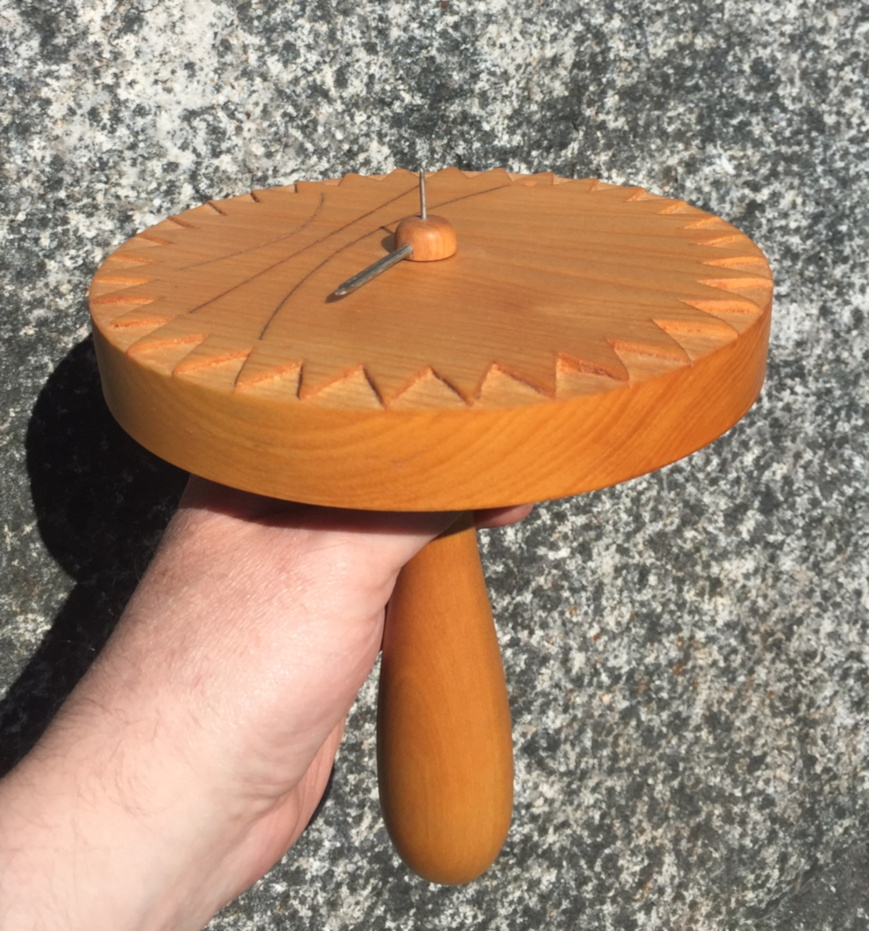
Una rèplica especulativa moderna del disc d'Uunartoq, considerablement més gran que l'original.

El capità i historiador naval danès Carl V. Sølver va examinar les osques i les línies marcades deliberadament del disc i va declarar que era una brúixola solar utilitzada per determinar el nord real, amb el forat al centre destinat a un mànec que allotjava un passador direccional horitzontal. i un passador vertical per fer ombra. Sølver va dibuixar una il·lustració especulativa a partir de la qual es va fer una rèplica, i aquesta explicació va ser finalment acceptada per Vebæk. El descobriment de l'artefacte va provocar un major interès entre els historiadors sobre el possible ús d'instruments de navegació per part dels vikings, ja que molts experts van suposar que es basaven únicament en recursos no instrumentals com els cossos celestes, les fites o la intuïció. La brúixola magnètica no sembla haver estat utilitzada a Europa fins a principis del segle XIII. Mentre que l'estrella polar s'havia convertit en una eina de navegació important en l'època de Pytheas i considerada com l'"estrella de la nau" al segle x, els mariners a l'oceà obert desapareguts de qualsevol punt de referència haurien tingut grans dificultats per precisar-ho. determinant el nord real durant les hores de llum.
Tot i que alguns estudiosos van continuar argumentant en contra de la teoria de la instrumentació marina vikinga, el descobriment d'un artefacte similar amb línies gnomòniques en un jaciment arqueològic polonès prop de Wolin l'any 2000 ha donat més credibilitat a la teoria de la brúixola solar, sobretot des que el lloc data d'un període en què els vikings van tenir un impacte considerable a la regió.

## Mètode d'ús
Igual que un rellotge de sol, una brúixola solar té una vareta vertical o gnòmon. Els raigs solars fan que el gnòmon projecti una ombra més llarga al matí i a la tarda i més curta al migdia solar, i aquesta ombra s'utilitza per crear línies gnomòniques. El disc es col·loca en una posició de nivell constant i un observador marca regularment les diferents longituds i posicions de l'ombra del passador a través del disc durant el dia. Quan les marques d'ombra de la punta del gnòmon estan connectades, el resultat és una línia gnomònica d'oest a est que s'acosta més al gnòmon vertical al migdia. A l'hemisferi nord, una línia recta dibuixada des de la base del gnòmon fins a la posició més propera del migdia apuntarà directament al nord veritable, que després servirà com a marca d'índex del nord de la brúixola. La línia gnomònica serà essencialment recta durant els equinoccis de primavera i tardor, i còncava cap avall al solstici d'estiu.

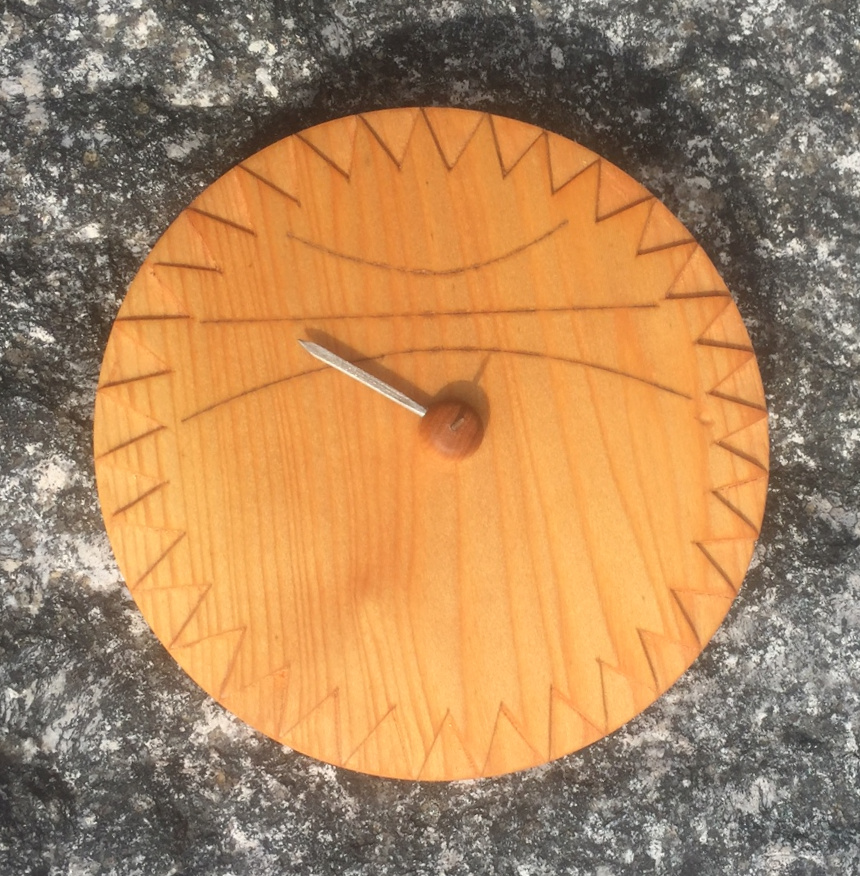
Rèplica moderna que mostra línies gnomòniques per al solstici d'estiu (a baix), equinoccis de primavera i tardor (mitjana) i solstici d'hivern (a dalt). El disc d'Uunartoq original no presenta una línia corresponent al solstici d'hivern, cosa que probablement hauria estat impracticable durant la llum del dia limitada i l'angle del sol baix a Groenlàndia en aquella època de l'any.

Un cop s'han dibuixat aquestes línies a la cara del compàs, es pot utilitzar durant el viatge. L'usuari manté el dispositiu a nivell i el gira fins que l'ombra de la punta del gnòmon toca la línia gnomònica estacional adequada i la marca d'índex apuntarà al nord real.
Sølver va assenyalar que el disc d'Uunartoq semblava tenir línies gnomòniques coherents amb les produïdes durant el solstici d'estiu i els equinoccis (que el 1990 es va demostrar observant al microscopi que eren deliberadament de doble traç) i també va assenyalar que el disc tenia 8 increments triangulars per cada quadrant, amb un total de 32, corresponent al compàs de mariner tradicional. A part de les seves línies gnomòniques, també presentava una fosseta rodona al 9è increment que es correspon amb el llevant, i les línies acaben a ponent on hi ha la posta del sol.

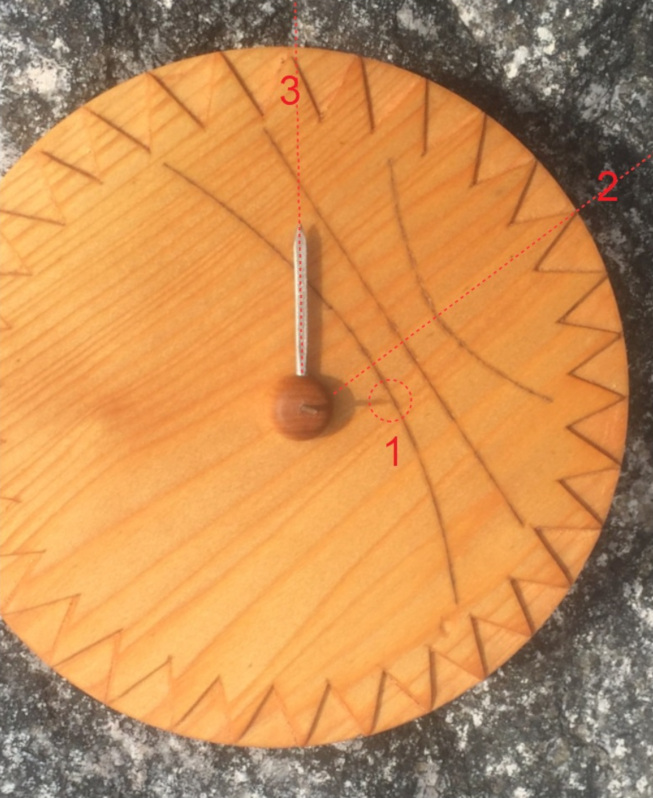
Rèplica moderna que mostra com l'usuari del disc d'Uunartoq podria haver traçat un rumb de nord-oest a l'oest durant el solstici d'estiu. El viatger gira el disc mentre el manté a nivell fins que l'ombra de la punta del gnòmon vertical toca la línia gnomònica del solstici d'estiu (1), que revela la direcció del nord veritable (2). Aleshores, el viatger gira el gnòmon en l'horitzontal cinc punts de la brúixola cap a l'oest per NWbW i ajusta el rumb perquè coincideixi amb la direcció del gnòmon (3).

El 1984, l'autor i explorador noruec Ragnar Thorseth va dirigir una expedició internacional en una rèplica d'un vaixell mercant viking, el Saga Siglar. Per al pas entre Islàndia i Groenlàndia, la tripulació havia rebut rèpliques del disc d'Uunartoq per provar-les amb la brúixola magnètica moderna del vaixell, i la desviació entre els dos es va descriure com a "insignificant" i "... els resultats van ser molt millors del que els navegants havien esperat..."

## Possible ús com a lector de latitud
El 2013, investigadors de la Universitat Eötvös d'Hongria van argumentar que el disc d'Uunartoq també es podria haver utilitzat per determinar la latitud d'un viatger. Els investigadors van assenyalar una sèrie de línies inscrites molt curtes apilades unes sobre les altres a la marca de l'índex nord del disc, mentre que les línies gnomòniques per necessitat corren d'oest a est a través de la cara de la brúixola solar. Segons aquesta teoria, l'usuari del disc hauria fet un punt de referència a la marca de l'índex nord al migdia just abans de la sortida i després hauria fet les següents marques al migdia durant el viatge, i les compararia amb el punt de referència de casa seva. Si les marques del viatge estaven a la mateixa posició que el punt de referència de casa, significava que l'usuari havia estat mantenint una latitud constant. Una marca del migdia que arribava per sota de la referència de casa significava que es trobava més al sud (tot i que els viatgers també haurien hagut de tenir en compte els constants canvis estacionals de la posició del sol al migdia).

## Solarsteinn

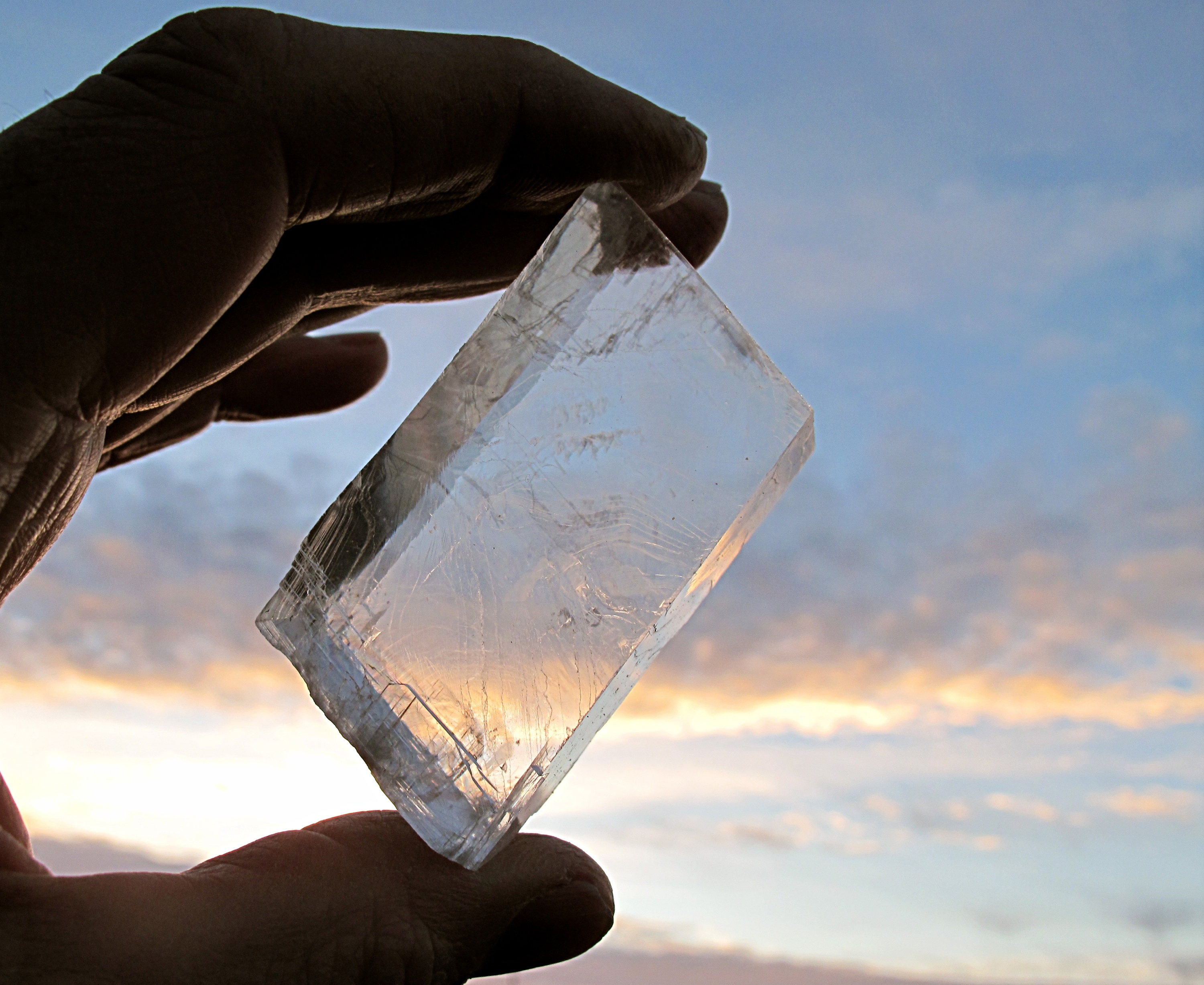
Islàndia Spar

Tant si els vikings utilitzaven aquest tipus de dispositius principalment com a brúixoles o lectors de latitud, tots dos confiaven en el sol. Es creu que els dies ennuvolats, els mariners vikings feien ús d'una pedra solar, probablement d'espat d'Islàndia (calcita de calci) que es pot utilitzar com a analitzador de polarització per trobar la posició del sol a través dels núvols. Hi ha referències al possible ús viking de pedres solars en dues sagues islandeses ; Hrafns saga Sveinbjarnarsonar ( "El rei va mirar al voltant i no va veure cap cel blau... aleshores el rei va agafar la pedra del sol i la va aixecar, i després va veure on brillava el sol de la pedra" ) i la saga de Sant Olaf ( " " L'Olaf va agafar una pedra solar, va mirar el cel i va veure d'on venia la llum, d'on va endevinar la posició del Sol invisible". A més del seu treball que demostra el possible ús del disc d'Uunartoq com a mesurador de latitud, els investigadors de la Universitat d'Eötvös també van argumentar que si el disc s'utilitzava amb un parell de pedres solars, podria haver estat possible detectar el nord real fins a 50 minuts després de la posta de sol., servint així com a "brúixola crepuscular". Un estudi de 2018 realitzat per diferents investigadors d'Eötvös va trobar que "la navegació víking polarimètrica del cel té un èxit sorprenent a l'equinocci de primavera i el solstici d'estiu fins i tot en temps ennuvolat..."

## En la cultura popular
A la sèrie de televisió Vikings de History Channel, una brúixola solar molt semblant en aparença al disc d'Uunartoq va ser un dispositiu argumental important a la primera temporada, ja que va permetre als vikings mantenir una latitud constant mentre navegaven cap a l'oest a l'oceà obert per atacar. Gran Bretanya, tot i que es va mostrar flotant a l'aigua en lloc de portar-lo a la mà, tal com va imaginar Sølver.